# Bulletstorm
Bulletstorm (укр. Буря куль) — відеогра, шутер від першої особи, розроблена People Can Fly і Epic Games, видана Electronic Arts для платформ Windows, Xbox 360 і PlayStation 3. Гра вийшла 22 лютого 2011 в США та 25 лютого в Європі. Bulletstorm було перевидано під назвою Bulletstorm: Full Clip Edition 7 квітня 2017 року для Windows, PlayStation 4 та Xbox One з покращеною графікою та низкою нових можливостей.
Сюжет гри відбувається в 26-у столітті та оповідає про космічного пірата Грейсона Ханта, раніше спецпризначенця. Зіткнувшись зі своїм нечесним колишнім командиром, він потрапляє на повну небезпек планету Стігія, звідки намагається втекти разом з товаришами і здійснити помсту.

## Ігровий процес

Грейсон у бою з бандитами

Гравець виступає в ролі космічного пірата Грейсона, що знищує різноманітними способами численних ворогів на шляху крізь сюжетні локації. Йому доступно кілька видів зброї (7 в арсеналі і тимчасово кулемет, який інколи можна знайти в певних місцях), які мають звичайний та альтернативний варіанти стрільби. Особливою зброєю є високотехнологічний батіг Грейсона, за допомогою якого можна притягувати предмети й ворогів, розкидати їх, а також під'єднуватися до капсул, в яких купуються боєприпаси і вдосконалення зброї. Протагоніст здатний перелазити через перешкоди, ковзати по землі та бити ногою для відкидання ворогів або руйнування перепон. Здоров'я Грейсона поступово відновлюється, коли він не отримує ушкоджень, тому в Bulletstorm не використовуються аптечки чи їх аналоги.
Знищуючи ворогів та вибухові предмети, Грейсон отримує очки, котрі потім витрачаються на покупки в капсулах. Вбивства з використанням оточення і груп ворогів, звані «майстерними вбивствами» (англ. Skillshot) винагороджуються додатковими очками. Наприклад, гравець може не безпосередньо застрелити ворога, а зіштовхнути його на шипи, або в пащу хижої рослини. Крім того, очки даються за вчасне реагування на несподівані події.
У багатокористувацькому режимі до 4-х гравців намагаються вистояти проти хвиль ворогів. Між хвилями на поле бою скидаються капсули, де за зароблені очки купуються зброя, боєприпаси і вдосконалення. Поступово персонаж накопичує досвід та відкриває нові варіанти свого оформлення.

## Сюжет
Події гри відбуваються в 26 столітті. Головним героєм є Грейсон Хант — командир загону «Мертве ехо» (англ. Dead Echo), який 10 років тому працював на Конфедерацію Планет на службі у генерала Саррано, знищуючи бандитів. Під час одного з завдань «Мертве ехо» вбили Брайса Новака, який виявився репортером, що володів компроматом на Саррано. Всі знищені загоном люди насправді були невинними, але знали про злочини генерала. Після цього Грейсон та його команда втекли і стали космічними піратами, що грабують космічні кораблі Конфедерації.
Через 10 років пірати страчують підісланого до них убивцю, але той підриває сховану гранату. Вибух пошкоджує піратське судно і його наздоганяє корабель Саррано «Улісс» (англ. Ulysses). Грейсон розстрілює ворожі гармати і таранить «Улісс». Обидва судна падають на найближчій планеті Стігія.
Розшукавши вцілілих, Грейсон зазнає нападу місцевих бандитів. Оборонивши корабель, він бачить, що один з команди, Іші Сато, тяжко поранений. В пошуках джерела енергії для медичного обладнання Грейсон досліджує територію навколо. Подолавши бандитів, Грейсон знаходить у мертвого спецпризначенця з «Улісса» високотехнологічний батіг та капсулу з батареєю живлення.
Під час оперування Іші та протезування втрачених частин тіла на корабель нападають бандити. Грейсон та Іші єдині виживають і вирушають на пошуки способу покинути планету. Пробиваючись крізь табір бандитів, вони спричиняють падіння величезного роторного ковша. Піратам доводиться тікати на потязі, уникаючи ковша та погоні. Грейсон з Іші опиняються в печерах, що виявляються гніздом гігантської істоти гекатона. Обом вдається покинути печеру на гірокоптері, але той падає неподалік від занедбаного курорту. Там вони натрапляють на сигнал жінки-солдата Трішки з загону «Останнє Ехо». Вона погоджується співпрацювати з ними, але якщо ті допоможуть розшукати генерала Саррано. Грейсона з Іші та Трішкою однак розділяє вода і піратам доводиться зайти у розважальний комплекс, де їх переслідує озброєне бандитами аніматронне чудовисько. Грейсону вдається заволодіти пультом від нього і обернути аніматроніка проти ворогів.
Дорогою до Трішки пірати зустрічають мутантів-канібалів. Тим часом Іші періодично втрачає контроль над своєю машинною частиною. Трішка пояснює, що Стігія є своєрідним тренувальним майданчиком для «Останнього Ехо». Також вона розповідає, що є дочкою Новака і знає, що генерал причетний до його смерті, але не знає хто саме вбив її батька. Капсула генерала знаходиться на верхівці хмарочоса. На шляху туди Іші проковтує рослина-мутант, тож Грейсону з Трішкою доводиться рятувати його, розшукавши шлунок істоти і відбиваючись від бандитів. Коли група дістається до монорельса, щоб скоротити шлях, виявляється, що це територія здичавілих потворних мутантів. Під час боїв з ними з-під землі виривається гекатон, який переслідував Грейсона та Іші аби помститися за знищення гнізда. Сівши у гелікоптер, Грейсон розстрілює чудовисько з кулемета.
Коли всі троє піднімаються на хмарочос, Саррано пояснює, що на його кораблі була ДНК-бомба, здатна очистити всю планету від життя, щоб потім відбудувати Стігію. Її таймер запущений і завершить відлік до того, як прибуде порятунок, тому єдиним виходом є знайти її та деактивувати, що може зробити лише сам Саррано. Трішка допитується хто вбив її батька, тоді Саррано скидає її із хмарочоса. Грейсон вимушений воювати пліч-о-пліч з ним на шляху до бомби, в цей час починається гамма-гроза — особливе погодне явище, коли поверхню планети вражають безперервні блискавки. Єдиний маршрут до мети пролягає крізь підземну в'язницю. У її тунелях Грейсон знаходить відомості, що Стігія лежить в руїнах через бунт в'язнів, які використовувалися тут як дешева робоча сила в нелюдських умовах, що викликали мутації. Вони зруйнували установку, яка захищала планету від сонячної радіації, і це остаточно перетворило населення Стігії на чудовиськ.
Дійшовши до впалого «Улісса», Саррано доручає Грейсону ввести код деактивації бомби. Та це виявляється обманом, Грейсон навпаки активовує бомбу з таймером. Саррано лишає його з Іші в пастці, а сам тікає з солдатами, які прибули його врятувати на новому кораблі. Але тут на допомогу приходить вціліла Трішка, що показує вихід. Знову об'єднавшись, трійця героїв біжить наздоганти Саррано, пробиваючись через його війська і встигає проникнути на борт корабля. Коли ж вони стикаються з лиходієм, генерал розповідає Трішці хто насправді вбив її батька, хоч і за його наказом — Грейсон. Поки Трішка гнівається на Грейсона, генерал приголомшує її, після чого власним батогом зламує комп'ютерну частини Іші. Однак Іші пересилює його контроль і жертвує собою, щоб врятувати товариша від смертельного пострілу. Грейсон настромлює Саррано на гострі уламки, Трішка отямлюється і вибачає йому участь у вбивстві батька. Несподівано Саррано виявляється живим і скидає Грейсона з Трішкою назад на планету разом із власними військами. Ті здогадуються, що на «Уліссі» ще повинні залишитися рятувальні капсули, на яких можна втекти. Однак, про це подумали й солдати, борючись з якими, герої добираються до капсули. Вони встигають сісти до останньої перед тим, як вибух бомби стерелізує Стігію.
Після титрів лунає голос Саррано, котрий наказує реанімувати Іші.

## Персонажі

### Основні
- Грейсон (Грей) Хант (англ. Grayson Hunt) — головний герой гри. Колишній командир загону «Мертве Ехо» і капітан корабля космічних піратів. Виконував завдання генерала Саррано, але після того як дізнався, що генерал використав його команду для вбивства невинних людей (репортерів, свідки і т. д.), втік і почав полювати за ним по всій галактиці. Коли виявляє його корабель, вирішує протаранити його, але в результаті обидва кораблі падають на планету Стігія. Грей любитель випити, через що не раз потрапляв в халепу. В фіналі разом з Трішкою покидає планету на рятувальній капсулі.
- Іші Сато (англ. Ishi Sato) — член загону «Мертве Ехо». Відмовляв Грейсона від атакування «Улісса». При падінні отримав серйозні травми, в тому числі мозку. Внаслідок раптової атаки мутантів під час протезування операція не була завершена. Через це машинна частина Іші інколи переважає над людською. Спочатку він негативно ставиться до Грейсона, але потім вони гуртуються, і Іші навіть жертвує собою, коли Саррано хотів застрелити Грейсона. В кінці гри опиняється повністю під контролем Саррано.
- Трішка Новак (англ. Trishka Novak) — єдиний жіночий персонаж в грі. Командир загону «Останнє Ехо». Пішла на службу в армію, щоб помститися за смерть батька, знаючи, що до цього причетний генерал Саррано. Незважаючи на свою зовнішню крихкість, вона дуже сильний і серйозний боєць. Як і Іші, спершу недолюблювала Грея, а коли дізналася, що він вбив її батька, мало не вбила його. Ближче до кінця гри вона згуртовується з Грейсоном, і всі троє мають намір вбити Саррано. В кінці гри разом з Грейсоном виживає і покидає планету на рятувальній капсулі.
- Генерал Віктор Саррано (англ. Victor Sarrano) — генерал Конфедерації Планет, головний антагоніст гри. Обманом змушував «Мертве Ехо» вбивати свідків, журналістів та політиків, що мали на генерала компромат. Протягом гри знову маніпулює Грейсоном, аби вибратися з міста і активувати ДНК-бомбу. Попри жорстоку бійку з Грейсоном у фіналі, все-одно виживає.

### Другорядні
- Релл Джуліан (англ. Rell Julian) — учасник багатьох воєн, входив до складу загону «Мертве Ехо». Героїчно загинув на самому початку гри.
- Доктор Віт Олівер (англ. Whit Oliver) — медик загону «Мертве Ехо». Загинув під час операції над Іші, внаслідок чого комп'ютер в організмі Іші постійно конфліктує з його розумом.
- Брайс Новак (англ. Bryce Novak) — журналіст, батько Трішки, убитий загоном «Мертве Ехо». Але саме після його смерті загін дізнався, що вбивав невинних.

## Bulletstorm: Full Clip Edition
Перевидання гри під назвою Bulletstorm: Full Clip Edition було видано 7 квітня 2017 року для Windows, PlayStation 4 та Xbox One. В ньому виправлено помилки оригінальної гри та включено доповнення Gun Sonata і Blood Symphony з додатковими картами для багатокористувацької гри. Текстури було замінено на більш якісні та яскраві, додано підтримку широкоформатних моніторів і прибрано обмеження частоти кадрів у 60 кадрів на секунду. Після проходження сюжету в Full Clip Edition пропонується пройти гру повторно, але як винагорода, вся зброя буде доступна з самого початку. В разі виконання всіх видів «майстерних вбивств», до кожної зброї надається необмежений боєзапас. До цього видання існує доповнення Duke Nukem’s Bulletstorm Tour, що замінює Грейсона Ханта на Дюка Нюкема, включаючи озвучення.

## Оцінки й відгуки
| Агрегатор  | Оцінка                                 |
| ---------- | -------------------------------------- |
| Metacritic | (X360) 84/100 (PS3) 83/100 (PC) 82/100 |

| Видання        | Оцінка      |
| -------------- | ----------- |
| 1Up.com        | B-          |
| Edge           | 9/10        |
| GameSpot       | 8/10        |
| GameTrailers   | 8.6/10      |
| VideoGamer.com | 9 out of 10 |
| X-Play         | [ 10 ]      |

Bulletstorm отримала позитивні відгуки від критиків, отримавши в середньому 82 бали за 100-бальною шкалою для ПК, та 83 і 84 для консолей на агрегаторі Metacritic.
Тім Турі з Game Informer дав Bulletstorm 9,25 / 10, похваливши контролю персонажі, якого порівняв з Mirror's Edge. Він також високо оцінив чорний гумор впродовж сюжету, назвавши його «безтолковим науково-фантастичним галасуванням, яка не дозволяє пропускати кат-сцени», а також відзначив систему Skillshot-ів, що лежить в основі систем бою та зброї, як дуже творчу. Тим не менш, він піддав критиці відсутність в гри багатокористувацьких карт і останні години кампанії, назвавши їх «черствими».
Однак, кілька рецензентів розкритикували дизайн гри. Наприклад, 1UP.com і The Escapist повідомили, що сюжет надмірно фокусується на серйозності, «тягнучи гру вниз». Інші вважали, що мультиплеєрна частина гри обмежена і «втомлює». NoFrag знайшли сюжет досить умовним, діалоги насправді не смішними, і кінець одиночної кампанії «нудотним» всупереч заявам розробників, які сказали, що гра не подаватиметься як серйозна.